# Morum watsoni
Morum watsoni is een slakkensoort uit de familie van de Harpidae. De wetenschappelijke naam van de soort is voor het eerst geldig gepubliceerd in 1967 door Dance & Emerson.